# Pitcairnia calderonii
Pitcairnia calderonii är en gräsväxtart som beskrevs av Paul Carpenter Standley och Lyman Bradford Smith. Pitcairnia calderonii ingår i släktet Pitcairnia och familjen Bromeliaceae. Inga underarter finns listade i Catalogue of Life.